# Chef de service de police municipale
Un chef de service de police municipale est en France est un fonctionnaire appartenant à la catégorie B (cadres intermédiaires) de la filière police de la fonction publique territoriale.
Il y a une nuance à faire entre le grade (cadre d'emplois des chefs de service de police municipale) et la fonction de chef du service de police municipale.
En effet, même si un agent accède au grade de « chef de service de police municipale », ce n'est pas pour autant qu'il devient forcément le chef du service où il exerce et où plusieurs fonctionnaires du même cadre d'emploi peuvent professer.
Outre les missions qui incombent à tout policier municipal, à savoir veiller au maintien du bon ordre, au respect de la sécurité, salubrité et tranquillité publiques, les chefs de service de police municipale encadrent et coordonnent l'action des agents de police municipale. Dans le cas où un directeur de police municipale (catégorie A) exerce dans le même poste, ils l'assistent. Ils sont également soumis au double agrément administratif et judiciaire et sont agents de police judiciaire adjoints (APJA = articles 21 et 21 2° du code de procédure pénale).
Ils sont soumis à une obligation de formation continue obligatoire de dix jours tous les trois ans et suivent une formation initiale d'application de six à neuf mois organisée par le Centre national de la fonction publique territoriale.

## Grades
Il existe trois grades dans le cadre d'emplois des chefs de service de police municipale : chef de service de classe normale, chef de service de classe supérieure et chef de service de classe exceptionnelle.
Depuis mai 2011, les appellations des trois grades ont changé : chef de service, chef de service principal de 2e classe, chef de service principal de 1re classe et les grades correspondent, par leur galonnage, à « sous-lieutenant », « lieutenant » et « capitaine ».
Ce cadre d'emplois est accessible par concours externe (baccalauréat), interne ou examen professionnel organisé par les centres de gestion de la fonction publique territoriale.
Dans le cadre de leur carrière, ils peuvent accéder à la catégorie A de leur filière par examen professionnel ou concours.